# Belligérant
Un belligérant est un individu, un groupe, un pays ou une autre entité qui agit de manière hostile, comme s'engager dans un combat. Le terme vient du latin bellum gerere « faire la guerre ». Contrairement à l'utilisation de belligérant comme adjectif signifiant « agressif », son utilisation comme substantif n'implique pas nécessairement qu'un pays belligérant est un agresseur.
En temps de guerre, les pays belligérants peuvent être opposés aux pays neutres et non belligérants. Cependant, l'application des droits de la guerre aux pays neutres et les responsabilités des belligérants ne sont affectées par aucune distinction entre pays neutres, puissances neutres ou non belligérants,.

## Belligérance
La belligérance est un terme utilisé en droit international pour indiquer le statut de deux ou plusieurs entités, généralement des États souverains, engagées dans une guerre. Les guerres sont souvent menées avec une ou les deux parties à un conflit en invoquant le droit de légitime défense en vertu de l'article 51 de la Charte des Nations unies  (comme le Royaume-Uni l'a fait en 1982 avant le début de la guerre des Malouines) ou sous les auspices d'une résolution du Conseil de sécurité des Nations unies (comme la résolution 678 du Conseil de sécurité des Nations unies, qui a donné une autorité légale pour la guerre du Golfe).
Un état de belligérance peut également exister entre un ou plusieurs États souverains d'un côté et des forces rebelles, si ces forces rebelles sont reconnues comme belligérantes. S'il y a une rébellion contre une autorité constituée (par exemple, une autorité reconnue comme telle par les Nations unies) et que ceux qui participent à la rébellion ne sont pas reconnus comme belligérants, la rébellion est une insurrection. Une fois le statut de belligérance établi entre deux ou plusieurs États, leurs relations sont déterminées, et régies par les lois de la guerre.

## Voir également
- Cobelligérance